# Dogs Die in Hot Cars
Dogs Die in Hot Cars es una banda escocesa de Saint Andrews formada por Craig Macintosh (voz y guitarra), Gary Smith (voz y guitarra), Ruth Quigley (voz, teclados y trompa), Lee Worrall (bajo y glockenspiel) y Laurence Davey (batería y percusión).

## Historia
Macintosh, Smith, Worrall y Davey se conocieron en la secundaria Madras College y comenzaron a tocar juntos en 1993 a los 14 años de edad. Tras haber tocado bajo diferentes nombres, en 1997 eligieron definitivamente "Dogs Die in Hot Cars". En 1999 se trasladaron a Glasgow donde conocieron a Ruth Quigley, quien completaría la agrupación.

## Discografía
- Man Bites Man EP (2004)
- Please Describe Yourself (2004)
- Dogs Die In Hot Cars is making Pop Nonsense (2010)